# 维杜金德
维杜金德（德语：Widukind, Widuking 或者 Wittekind）是日耳曼部落萨克森的领导人，法兰克国王查理大帝在萨克森战争（777年~785年）中的主要对手。查理最终取得了胜利，将萨克森并入法兰克王国成为一个省，并下令原本信奉异教的萨克逊人皈依罗马天主教；随后，维杜金德成为了象征撒克逊人独立性的传说人物。著名的福音书维杜金德抄本据说曾是他的所有物。

## 生平
维杜金德的生平目前所知甚少。“维杜金德”的字面意思为「森林之子（狼）」，根据当时的习惯这可能只是一个描述性的绰号（kenning）而不是他的真名实姓。 所有对他的描述都来自于他的敌人，也就是法兰克人。在法兰克人口中维杜金德是一个“乱党”“叛徒”的负面形象。他被认为是萨克逊人反抗法兰克人的领袖，但他在战斗中的实际作用仍尚未明确。
根据法兰克王国编年史，法兰克人对萨克森的征伐始于772年查理大帝下令摧毁萨克森人异教崇拜对象圣树。 随后萨克森人的分支威斯特法伦人摧毁了代芬特尔的教堂，另一支萨克森部落恩根人也包围了法兰克宫廷所在的弗里茨拉尔。 查理大帝为此对当地贵族进行了报复，强迫其同意萨克森加入法兰克并成为后者的一个边境领地。
编年史第一次提到维杜金德是在777年，据记载他是唯一一个未动身前往查理大帝在帕德博恩宫廷的萨克森贵族。 相反，他选择与丹麦国王希弗（有可能就是斯堪的纳维亚传说中的骑士“指环希古”）待在一起。第二年，趁查理大帝在西班牙无法脱身之时，威斯特法伦人再次入侵法兰克领地莱茵兰并与查理的军队及其当地盟友展开了一系列战斗。
到了782年，维杜金德已经从丹麦返回并怂恿萨克森贵族加入叛乱。782年到784年之间，萨克森人和法兰克人之间每年都大打出手，其间查理在费尔登大屠杀中一次性处决了4,500名萨克森人。维杜金德成功与弗里斯兰人结为同盟，但尽管如此，查理在784/785年之交的冬季攻势成功地将萨克森人及其盟友赶回了老家。 785年维杜金德在巴尔登大区向查理投降以换取自身安全，随后他和他的盟友接受了洗礼（很有可能是在阿蒂尼）。 查理大帝亲自担任其教父。 维杜金德自此与法兰克人握手言和并凭借与法兰克人的关系重新跻身萨克森贵族之列。
同时期的记录没有关于维杜金德受洗以后的生活及其逝世的记录。历史学家格尔德·阿尔特霍夫推测他应该像其他被查理处置的政敌一样被监禁在一个修道院中。格尔德更试图证明维杜金德最终是在赖兴瑙岛上的修道院中渡过了余生， 但这一假说被认为缺乏说服力，并未被广泛接受 。另一种可能是维杜金德最终与法兰克人合作并在萨克森的新政权中取得了一个职位。 圣卢德在其自传Vita Liudgeri 中提到维杜金德曾随查理大帝与维勒提人（西斯拉夫人的一支）的领袖杜格万作战。 12世纪成书的皇家编年史中记载，维杜金德最终被查理大帝的妻舅巴尔的杰洛杀死。

## 传说

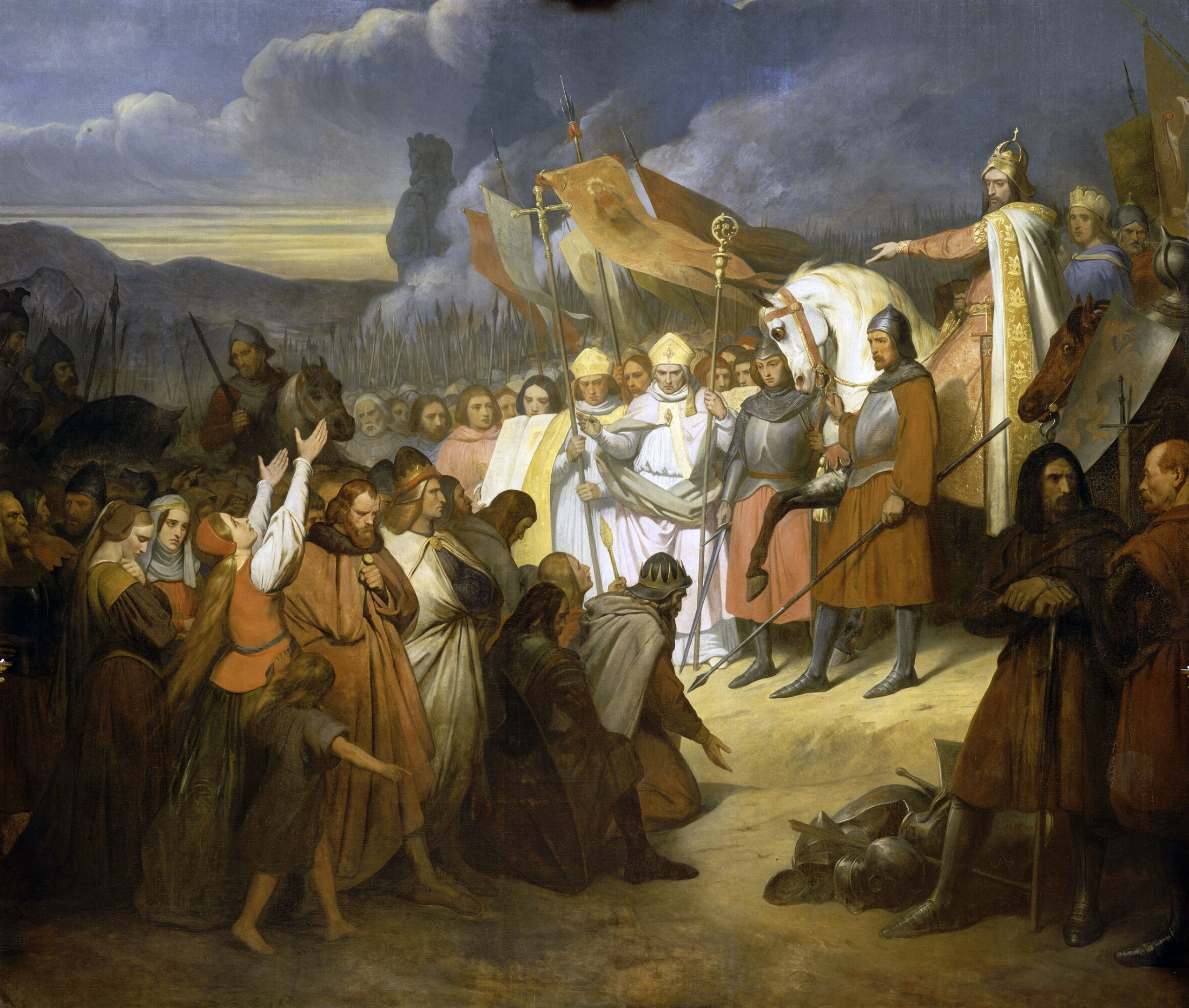
《查理大帝於785年在帕德博恩接受维杜金德的投降》，作者阿里·谢弗（1795-1858），藏於凡尔赛

维杜金德是很多传说的主人公，最后甚至成为一个类似圣人的角色（「受祝福的维杜金德」），也被认定为许多教堂的奠基人。他被假定于808年去世，其庆日被规定为1月6日。
根据传说，维杜金德皈依基督教是因为一个异象。在复活节期间，维杜金德在伪装成乞丐刺探查理曼的营地时，亲眼目睹了一名神父在住持弥撒时行圣祭的过程，其间神父怀中抱着一个漂亮的孩子。在人们领圣体的过程中奇迹出现了，维杜金德看到这个孩子被分发给每一个人；他为此目瞪口呆，在弥撒结束以后跪在外面祈求。一名皇帝的仆人识破了他的伪装——维杜金德的一根手指是畸形的——于是他被捕了；经过审讯，维杜金德供认他刺探查理曼军营的目的是了解基督教信仰，随后他讲述了自己看到的异象。查理曼认为上帝已经给予了维杜金德恩典，使其得以看到弥撒中的圣婴；自此维杜金德放弃异教皈依基督。
根据神话，维杜金德受洗前骑黑马，受洗后骑白马。在英国、汉诺威王国、德国（北莱茵-威斯特法伦州與下萨克森州的州旗，黑尔福德的纹章）和荷兰（特文特的旗帜）许多地区的旗帜和纹章上的白马或黑马就是源自于此。

## 后世观点

### 中世纪
9世纪以来，维杜金德已经被当做一个神话英雄来崇拜。 1100年前后恩格镇建起了一座维杜金德墓；近期的考古发掘表明这确实是一座中世纪早期的墓葬，但墓主是一个年轻女人。 1971年，考古学家在整修恩格镇的协同教堂时在祭坛的前方发现了三座墓穴，并证实墓主为三位死于九世纪初的男子。根据墓葬形式，推断墓穴位置最好的一人应该就是传说中的教堂奠基人维杜金德 。10世纪时奥托王朝的萨克森国王们在取得东法兰克王国 （后来的神圣罗马帝国）的统治权之后，自豪地宣称自己是维杜金德的子孙： 捕鸟者亨利的王后玛蒂尔达是维杜金德的直系后代。后来统治萨克森的比隆家族因为先祖曾娶玛蒂尔达的姐妹为妻，因此也自称是维杜金德的后裔。

### 德国民族主义
维杜金德在20世纪初成为了德国民族主义者的一个偶像。 德国的新异教主义者把他视为保护德国传统信仰和宗教，抵御来自中东的基督教的影响的英雄。基督教民族主义者也以维杜金德为旗号。第一次世界大战后法国占领莱茵兰地区使德国蒙羞，维杜金德和查理的关系就被用来类比此时德国和法国的关系——查理曼被认为是一个「法国」侵略者。
1933年纳粹上台之后，大量以维杜金德为主角的戏剧和其他文艺作品被创作出来，以至于这个题材已经再没有什么可挖掘的了。 阿爾弗雷德·羅森堡称赞其为为德国自由而战的英雄，尽管他最后归顺了查理大帝，而查理大帝也是所谓德意志第一帝国（神圣罗马帝国）的奠基人。1934年，两部关于维杜金德的重要戏剧发表：弗里德里希·福斯特的《胜利者》和 埃德蒙·基斯的《维杜金德》。 前者歌颂了维杜金德的皈依，而后者却因为明显的反基督教情节而引起了广泛争议：在费尔登大屠杀中维杜金德有这样一句台词“这就是基督徒们做的事：他们口称仁爱，却只带来杀戮！”结果引起了台下观众的抗议 。在剧中，天主教教会领导人计划通过种族同化的方式摧毁德国的自由，继而把德国人转化为“顺从的劣等人”。他们捕获了成千上万的德国少女被迫其与「犹太人、希腊人、意大利人和摩尔人」通婚。只有维杜金德答应皈依基督教才能换回她们的自由。剧中维杜金德有一段演讲，他声明德意志民族的延续是他最关切的事情，因此他不得不同意皈依；而当德意志民族的精神再一次兴起时，他的后代们将纪念并赞扬他今天的决定。

### 当代
恩格当地的许多建筑物以他的名字命名，例如恩格维杜金德文理中学。